# Пушанко Артур Олександрович
Арту́р Олекса́ндрович Пуша́нко (1993—2014) — сержант Збройних сил України, учасник російсько-української війни.

## З життєпису
Народився 1993 року в місті Житомирі. 2008 року закінчив 9 класів житомирської ЗОШ № 28, у 2011 році — з відзнакою Житомирський інститут медсестринства — за спеціальністю стоматологія.
Восени 2011 року призваний на строкову військову службу — проходив у 4-й аеромобільній роті 2-го аеромобільного батальйону 95-ї окремої аеромобільній бригади. З 2012 року служив за контрактом. Командир відділення, 95-та окрема аеромобільна бригада. Восени 2013 року переведений до 2-ї аеромобільно-десантної роти 1-го аеромобільно-десантного батальйону.
19 липня 2014-го загинув у бою під Лисичанськом у часі наступу українських військ. Рятуючи поранених товаришів, сержант Пушанко зазнав декількох кульових поранень, несумісних з життям. Тоді ж полягли капітан Савченко Максим Сергійович, старший солдат Бурлак Микола Михайлович, солдати Ляпін Юрій Олегович й Клим Олег Іванович.
Вдома лишилися батько та мама-інвалід.
Похований 24 липня 2014 року в Житомирі, Смолянське військове кладовище.

## Нагороди та вшанування
- 14 листопада 2014 року за особисту мужність і героїзм, виявлені у захисті державного суверенітету та територіальної цілісності України, вірність військовій присязі під час російсько-української війни, відзначений — нагороджений орденом «За мужність» III ступеня (посмертно).
- 4 травня 2017 року на фасаді будівлі Житомирського інституту медсестринства (вулиця Велика Бердичівська, 46/15), відкрито меморіальну дошку Артурові Пушанку.